# François Böhm
François Böhm (Ieper, 26 december 1801 – Ieper, 8 maart 1873) was een Ieperse kunstschilder. Hij maakte eerst vooral portretten, maar ging zich later ook specialiseren in landschappen. Hij had vooral tijdens de periode 1840 en 1865 bijna een monopolie als portretschilder in Ieper. Ook in het culturele leven in Ieper was hij een belangrijk persoon en werd hij ingezet als restaurator, decorateur en ontwerper. 

## Leven
François Böhm werd geboren in Ieper als oudste zoon van een Poolse onderwijzer en een Belgische moeder. Zijn moeder was afkomstig van Waasten. Op 17-jarige leeftijd huwde hij met de hoogzwangere kantwerkster Reine Verdoene. Nog geen twee maanden later werd hun enige zoon, Auguste, geboren. Ook hij werd later een gekend kunstschilder. 
In de jaren 1820 volgde hij met veel succes de avondlessen aan de Academie, waar hij voor verschillende vakken een eerste prijs behaalde. In 1828 voltooide hij zijn eerste grote opdracht: een grote "Christus aan het kruis" voor de Sint-Martinuskerk in Roesbrugge. Daarna vertrok hij, op aanraden van het bestuur van de Academie, met zijn gezin naar Parijs om er verder te studeren. Daar werkte hij in bekende schilderateliers en specialiseerde zich in de portretkunst. Hij studeerde in Parijs tot 1838 aan de l'Ecole de Beaux-Arts. Vanaf 1831 exposeerde hij in de salons, maakte hiermee vanaf 1834 naam en kreeg talrijke bestellingen binnen. 
In 1838 keerde hij met zijn echtgenote definitief terug naar Ieper. Zijn zoon Auguste bleef nog dertig jaar in Parijs wonen en werken als succesvolle landschapschilder. 
In 1840 was hij medestichter van de Société des Beaux-Arts die later het Stedelijk Museum zal uitbouwen. Hij was ook lid van toneelgezelschappen, de Kunst- en Letterking, de Société historique, archéologique et littéraire de la ville d'Ypres et de l'ancienne West-Flandre en de burgerwacht. Hij werd ook leraar tekenen aan het Stadscollege en aan de Academie. 
Na zijn dood raakte François Böhm al snel vergeten. In 1914 gaat de oorspronkelijke collectie van het Stedelijk Museum van Ieper in de vlammen op. Twee van zijn belangrijkste werken hingen in het Stadhuis en konden toen tijdig gered worden. 
In totaal bezitten het Yper Museum en het Merghelynck Museum zowat zeventig van zijn werken. 

## Werk

Portret van Alphonse Vandenpeereboom als commandant van de Ieperse brandweer

Vanaf 1839 kreeg François zijn eerste grote opdracht van het stadsbestuur van Ieper. Daarna werd Böhm al snel de belangrijkste portretschilder in Ieper, zeker tussen 1840 en 1865. Aanvankelijk schilderde hij vooral portretminiaturen, maar produceerde al snel grotere werken. Zijn meest ambitieuze portret dateerde uit 1854 en is bewaard gebleven in de collectie van het Yper Museum: een levensgroot portret van de Ieperse brandweercommandant Alphonse Vandenpeereboom in vol ornaat. Hij leverde ook religieus werk voor heel wat kerken.  
Hij ontwikkelde dezelfde 'gladde' schildertechniek als andere tijdsgenoten uit de romantiek. Daarbij wordt de verf in dunnen lagen aangebracht en verdwijnen de penseeltoetsen quasi volledig. 
Hij was echter niet uitsluitend geïnteresseerd in de schilderkunst, maar ook een talentvol tekenaar die graag allerlei diploma's, affiches, menukaarten en zelfs penningen ontwierp. Hij werd eveneens snel goed in het restaureren van oude schilderijen en heel wat belangrijke schilderijen op doek in de Sint-Maartenskerk werden door hem gerestaureerd. 
Als gepassioneerde verzamelaar legde hij zich toe op het verzamelen van allerlei oudheidkundige voorwerpen, kunstobjecten en boeken.
Een opvallend aspect van zijn kunstenaarschap is zijn talent als decorateur. Veel instanties doen een beroep op hem om hun activiteiten op te luisteren. Zo versiert hij balzalen, tuinen en ontwierp hij een triomfboog voor het officiële bezoek van de gouverneur De Vrière in 1849.